# 近藤紫雲
近藤 紫雲（こんどう しうん、1885年〈明治18年〉12月26日 - 没年不詳）は大正時代に活躍した日本画家、版画家。本名、近藤三男。

## 来歴
島根県松江市出身。
小島沖舟の門人である。書籍や雑誌の口絵や、関東大震災の版画を数多く描いた。大正期に博文館の雑誌『文芸倶楽部』に木版画で描かれた最後の口絵を描き、池田輝方らとともに合作した新版画『新浮世絵美人合』のうち「六月菖蒲」を担当した。
朝顔や菊・牡丹などの栽培にも熱心で、朝顔の品評会では多くの賞を受賞した。

## 作品
- 「早乙女」口絵（1914年、博文館）『文芸倶楽部』第二十巻八号掲載
- 「六月菖蒲」木版画（1918年ごろ[2]）『新浮世絵美人合』
- 『大正震災画集 第3集』（1924年、日本版画社）
- 「大輪朝顏の平安式數咲作り」雑誌記事（1932年、博友社）『農業世界』第二十七巻六号掲載
- 「大輪咲朝顏培養奧傳」雑誌記事（1935年、博友社）『農業世界』第三十巻四号・六号掲載
- 『牛若丸』口絵（1937年、講談社）
- 『靜御前』口絵（1939年、講談社）
- 『一心太助』口絵（1949年、みどり社）
- 『ものぐさ太郎』口絵（1949年、講談社）
- 「美人図（仮題）」 紙本着色 墨彩